# Вилюйско плато
Вилю̀йското плато (на руски: Вилюйское плато) е приповдигнат участък в източните части на Средносибирското плато, в Източен Сибир, в западната част на Якутия и източната част на Красноярски край в Русия.
Разположено е в горното течение на река Вилюй (ляв приток на Лена) и нейните многочислени притоци. Дължина по паралела около 400 km и ширина по меридиана около 200 km. Високите платообразни вододели са разположени на височина 700 – 900 m. Максимална височина 943 m (66°39′01″ с. ш. 109°22′05″ и. д. / 66.650278° с. ш. 109.368056° и. д.), разположена в североизточната му част, в изворната област на река Маркока (десен приток на Марха, ляв приток на Вилюй). Изградено е от т.нар. „трапи“ – отпрепарирани скалисти стъпала, повдигнати от вътрешните земни сили и вместени в скали с долнопалеозойска възраст. От платото водат началото си няколко големи реки Вилюй, Оленьок, Мойеро (десен приток на Котуй, дясна съставяща на Хатанга), техните многобройни притоци и няколко големи десни притока на река Долна Тунгуска (десен приток на Енисей). По билните части на плоските вододели е развита тундрова растителност, а по склоновете им – рядка лиственична тайга.